# Чарлз Бредлоу
Чарлз Бредлоу (1833—1891) — англійський політичний діяч і оратор.

## Життєпис
Батько Чарлза Бредлоу, писар (клерк) в одного адвоката, жив бідно і міг дати синові лише мізерну освіту. З 12-річного віку він служив розсильним у принципала свого батька; в 14 років одержав місце в купецькій конторі; в години, вільні від занять, допомагав учителеві недільної школи.
1848 року на нього дуже вплинув чартистський рух, і він став відвідувати чартистські мітинги. У той же час у нього з'явилися релігійні сумніви. Батько, за допомогою духовних осіб, намагався розвіяти їх, але не мав успіху, і син, щоб уникнути закидів, залишив місце, втік з рідного дому й оселився у друга, який поділяв усі його переконання. Відтоді Бредлоу брав приватні уроки для заповнення прогалин своєї освіти, часто виступав на мітингах, влаштовуваних товариствами тверезості, брав участь у сходках на користь польських і угорських революціонерів, писав вірші, які присвячував Кошуту і Мадзіні, читав і друкував лекції.
Познайомившись з Голіоком (Holyoake), засновником руху секуляристів, на 18-му році життя видав першу свою брошуру «А few words on the Christian Creed» (1850). Потім, щоб не бути тягарем друзям, завербувався в гвардійський драгунський полк, що стояв у Дубліні. Невдовзі помер його батько. Мати й сестри Бредлоу тяжко бідували, тоді, у жовтні 1853 року, він купив собі звільнення від військової служби й повернувся в Лондон, де скоро знайшов місце в адвоката, який цілком йому співчував і не заважав його агітації.
Щоб захистити себе (і свого роботодавця) від нападок, які могли відняти у нього шматок хліба, він став друкувати свої статті під псевдонімом «іконоборця». Цим епітетом він правильно визначив характер своєї агітації, яка прагнула до радикального перетворення суспільного ладу, і вів її з надзвичайною енергією і красномовством. Засобами для цієї агітації слугували йому і друкування статей і брошур, захисні промови в судах, і постійні роз'їзди по країні з метою особистої участі в мітингах, і пропаганда своїх ідей у промовах та публічних лекціях; останні протягом багатьох років він читав переважно перед зібраннями робітників.
1856 року Бредлоу видав низку брошур під заголовком: «Half hours with Freethinkers», і почав писати коментарі до П'ятикнижжя, видані згодом під заголовком: «The Bibel as it is». 1858 року він, як адвокат і журналіст, взяв участь у захисті книгопродавця Трюлева і д-ра Бернарда, звинувачених перед англійськими судами в участі в замаху Орсіні на життя імператора Наполеона III. Цього ж року він мав перші богословські дебати з одним нонконформістським проповідником у Шеффілді і на місце Холіока обраний президентом лондонського товариства мирян (Secular society).

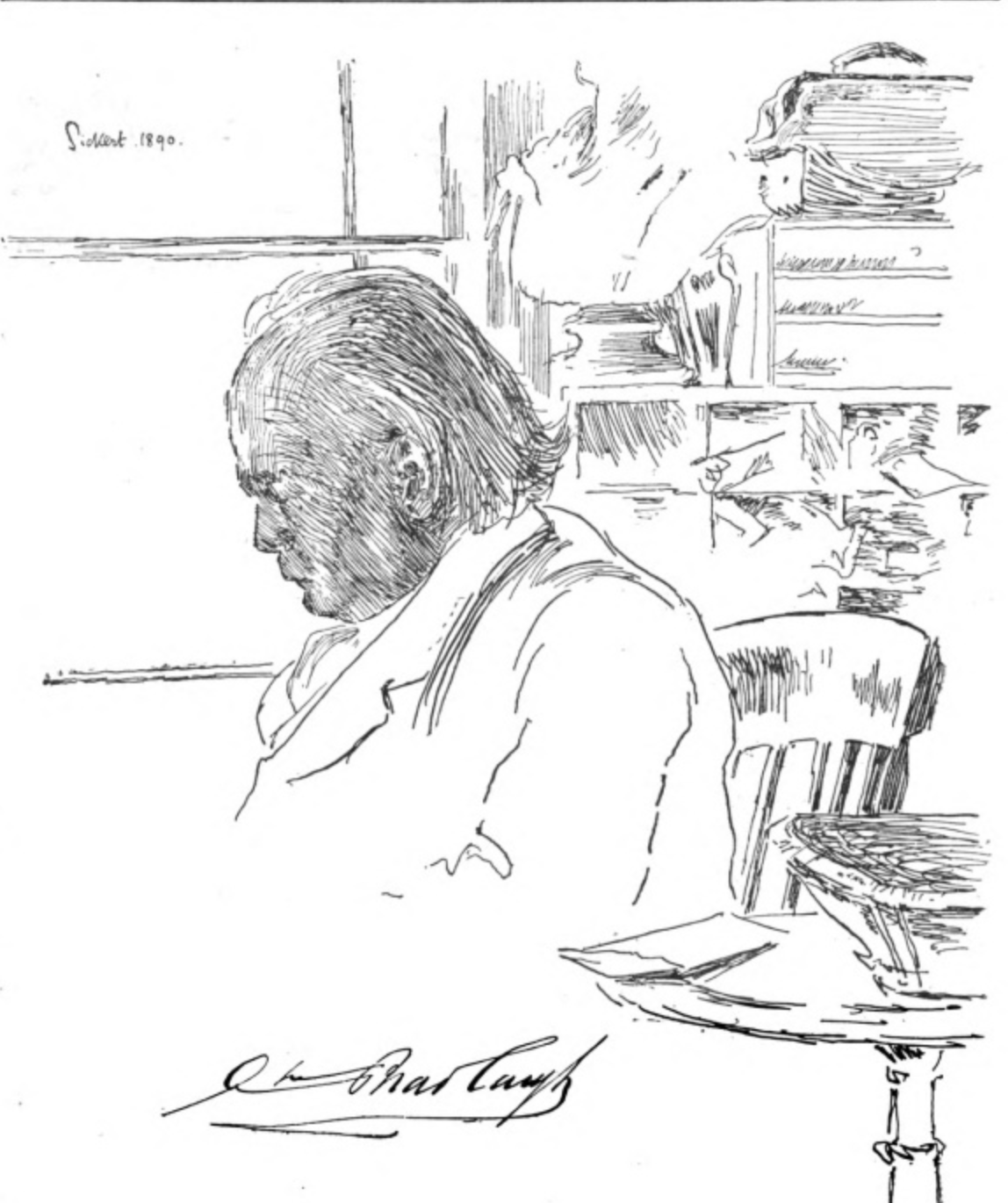
Портрет Чарльза Бредлоу 1890 року, намальований художником Волтером Сікертом, із першого випуску журналу «Вихор»

У 1858—1859 роках був редактором вільнодумної газети «The Investigator». Завдяки багатьом богословським дебатам, які Бредлоу протягом 1859 року мав з нонконформістськими проповідниками і рабинами в Нортгемптоні, Шеффілді, Глазго і Галіфаксі, його ім'я набуло загальної популярності. З одного боку, біля нього зібралася партія вільнодумних з робітників; з іншого — озброїлося духовенство для систематичної протидії йому.
Крім критичного ставлення до Біблії, особливе враження на робітничі маси справляла рішучість, з якою Бредлоу вказував їм на практичні наслідки вчення Мальтуса. У політичному плані він і далі співчував республіканським ідеям. 1860 року Бредлоу для поширення своїх поглядів заснував щотижневий журнал «The National Reformer». Під час Американської громадянської війни він захищав справу північних штатів. 1866 року, обраний до числа віцепрезидентів ліги реформи, взяв участь в агітації, яка призвела 1867 року до Білля про реформу.
1868 року він виступив кандидатом радикальної партії в Нортгемптоні і отримав серйозну меншість 1100 голосів. Наступного десятиліття продовжував роз'їжджати по країні і хвилювати громадську думку своїми лекціями, випустив серію книг. З них варто відзначити: «Heresy, its utility and morality» (1870); «Jesus, Shelley and Malthus, or pious poverty and heterodox happiness» (1877); «A plea for atheism» (1877); «The laws relating to blasphemy and heresy» (1878) тощо. 1877 року його притягнули до суду за видання «Плодів філософії» (Fruits of Philosophy) — твору, в якому він відстоював практичне застосування вчення Мальтуса до статевих стосунків і який звинувачували в злочинній непристойності. Бредлоу наполягав на науковому характері свого твору; попри те, його засуджено першою інстанцією, але звільнено від покарання, завдяки майстерному вказанню на допущене судом порушення законних форм.

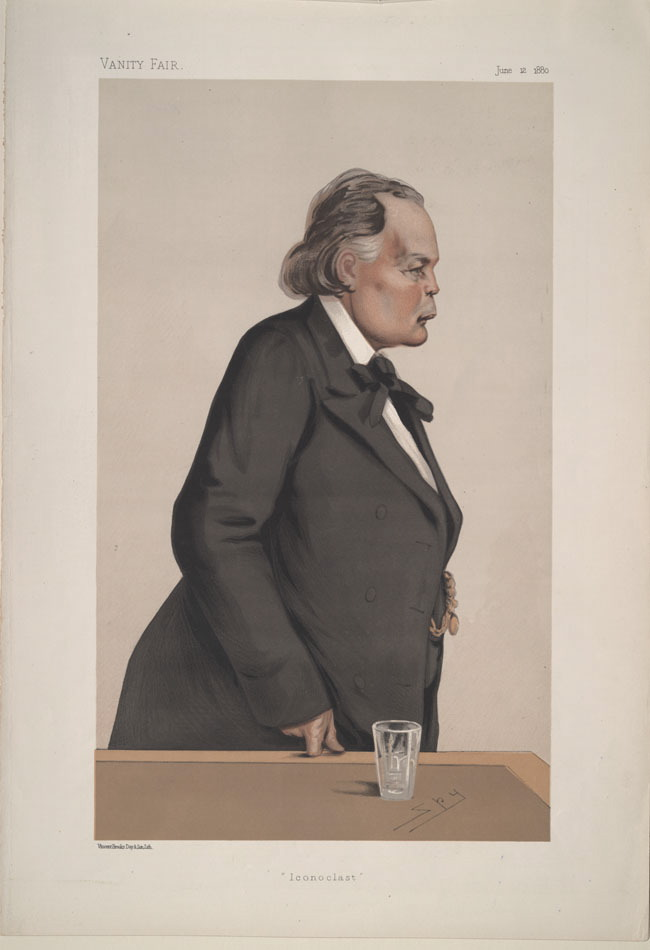
Бредлоу в парламенті, малюнок з Vanity Fair

1880 року, на нових загальних парламентських виборах, Бредлоу обрано депутатом від Нортгемптона. Як атеїст, він відкидав звичайну присягу з закликанням Бога і на відкритті сесії 3 травня 1860 року оголосив про це, пропонуючи замість присяги урочисту обіцянку (англ. affirmation), вже кілька десятиліть тому допущену для депутатів із сект, які відкидають присягу. Але оскільки були висловлені сумніви щодо того, щоб згадана пільга могла бути допущена в даному випадку, то палата для вирішення цього питання обрала спеціальну комісію. Остання висловилася проти Бредлоу. Тоді Бредлоу виявив готовність надати необхідну присягу, але рішенням другої комісії в цьому йому було відмовлено; попри те, він не хотів залишити палати, і тоді, за пропозицією сера Стаффорда Норткота, лідера консерваторів, був узятий під варту (23 червня). Вже наступного дня випущений на волю, він, завдяки посередництву Гладстона, отримав дозвіл дати обіцянку і брати участь у дебатах палати, поки суд вирішить питання про законність цього дозволу.
Судове рішення відбулося лише 29 березня 1881 року і проти Бредлоу. Тоді він склав із себе депутатські повноваження, але 9 квітня, знову обраний у Нортгемптоні, знову з'явився для принесення присяги. Консервативна більшість знову ухвалила не допускати Бредлоу до присяги і в одному з наступних засідань ухвалив резолюцію про вжиття сили, якщо Бредлоу відмовиться залишити палату добровільно. 3 серпня 1881 року довелося виконати цю резолюцію, і в подальші сесії не один раз повторювалося, що Бредлоу приходив на засідання палати і заявляв про свою готовність принести присягу, але щоразу пропонувалися і приймалися резолюції про недопущення атеїста до здійснення цього акту.
Коли в січні 1886 року відкрилася сесія нового парламенту, до якого Бредлоу знову обрано депутатом від Нортгемптона, йому не завадили принести присягу, і відтоді він зміг засідати в палаті, як її повноправний член.
Дочка Чарльза, Гіпатія Бредлоу Боннер, стала відомою активісткою за вільнодумство, атеїзм і пацифізм.